# Kumički jezik
Kumički jezik (kumuk, kumuklar, kumyki; ISO 639-3: kum), altajski jezik zapadnoturkijske skupine, kojim govori 422 000 ljudi u Rusiji (2002 popis) i nekoliko sela na azijskom dijelu Turske.
U Rusiji se govori na sjevernim i istočnim ravnicama Dagestana. Ima nekoliko dijalekata: khasavyurt, buinaksk, khaitag, podgorniy i terek. Uz još tri jezika pripada pontsko-kaspijskoj podskupini. Ne smije se brkati s Lakskim [lbe] dijalektom kumux. Pismo: ćirilica.

## Vanjske poveznice
- Ethnologue (14th)
- Ethnologue (15th)